# Кёроку
Кёроку или Короку (яп. 享禄 кё:року) — девиз правления (нэнго) японского императора Го-Нара, использовавшийся с 1528 по 1532 год .

## Продолжительность
Начало и конец эры:
- 20-й день 8-й луны 8-го года Тайэй (по юлианскому календарю — 3 сентября 1528);
- 29-й день 7-й луны 5-го года Кёроку (по юлианскому календарю — 29 августа 1532).

## Происхождение
Название нэнго было заимствовано из классического древнекитайского сочинения Книга Перемен:「居天位、享天禄也」.

## События
даты по юлианскому календарю

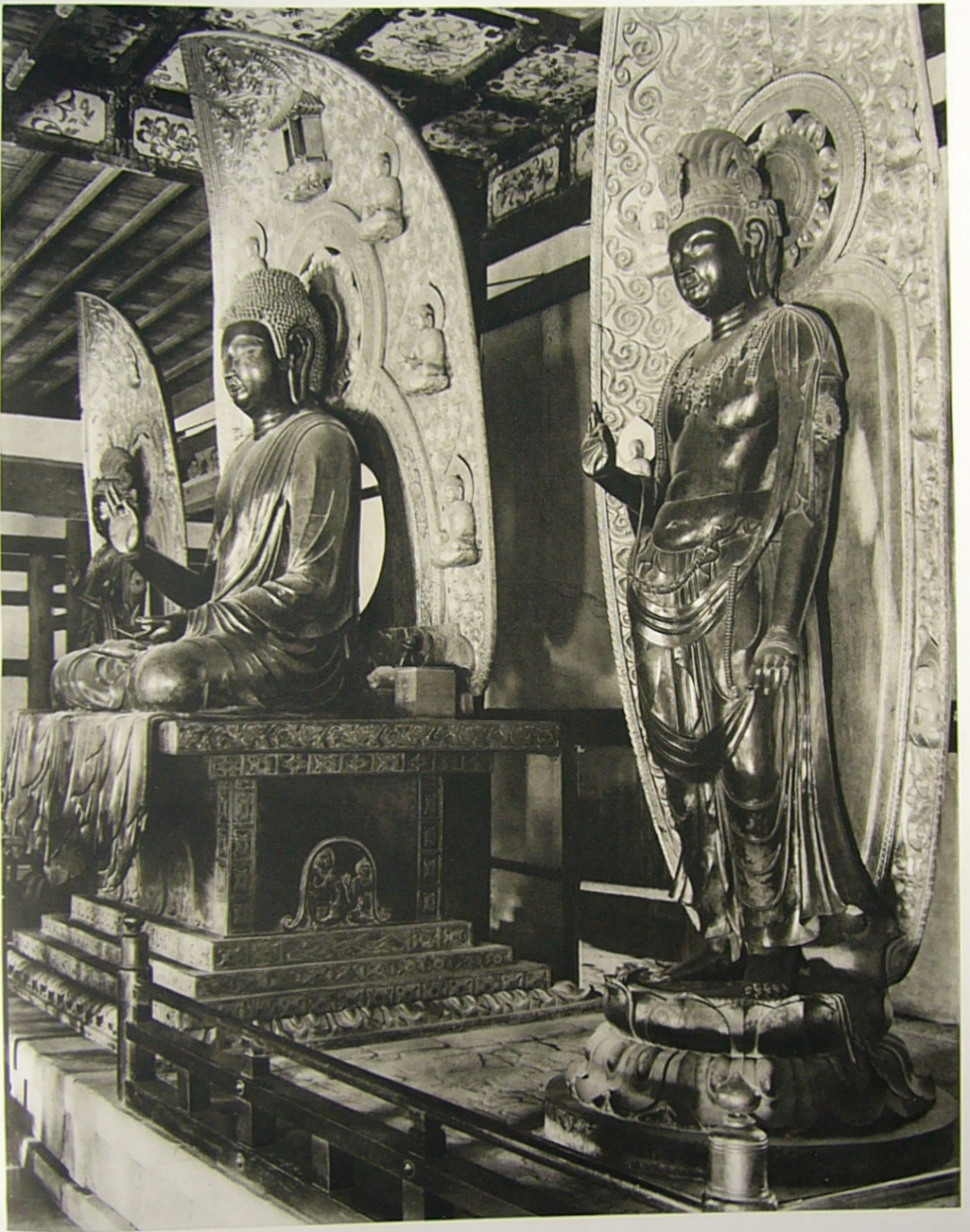
Статуи в храме Якусидзи, почерневшие от огня 1528 года

- 1528 год (1-й год Кёроку) — храм Якусидзи в Наре пострадал от огня[6];
- 1528 год (1-й год Кёроку) — бывший кампаку Коноэ Танэиэ (яп. 近衛稙家) стал садайдзином; бывший найдайдзин Минамото-но Мицикото становится удайдзином; бывший дайнагон Киюсё Танэмици становится найдайдзином[7];
- 1529 год (2-й год Кёроку) — скончался неоконфуцианский мыслитель Ван Янмин[8];
- 1530 год (3-й год Кёроку) — купцы из Хакаты (Фукуока) пригласили специалистов из Китая и Кореи для активного поиска залежей серебра[9];
- 1530 год (7-я луна 3-го года Кёроку) — в возрасте 63 лет скончался бывший кампаку Киюсё Хисацунэ[7];
- 1531 год (4-й год Кёроку) — была упразднена должность сюго (губернатора), введённая ещё в сёгунате Камакура[10];
- 1532 год (5-й год Кёроку) — из Киото были изгнаны последователи секты икко; они поселились в Осаке[11].

## Сравнительная таблица
Ниже представлена таблица соответствия японского традиционного и европейского летосчисления. В скобках к номеру года японской эры указано название соответствующего года из 60-летнего цикла китайской системы гань-чжи. Японские месяцы традиционно названы лунами.
| 1-й год Кёроку (Земляная Крыса)       | 1-я луна*      | 2-я луна   | 3-я луна* | 4-я луна* | 5-я луна  | 6-я луна                | 7-я луна* | 8-я луна   | 9-я луна    | 9-я луна (високосная) * | 10-я луна | 11-я луна* | 12-я луна      |
| ------------------------------------- | -------------- | ---------- | --------- | --------- | --------- | ----------------------- | --------- | ---------- | ----------- | ----------------------- | --------- | ---------- | -------------- |
| Юлианский календарь                   | 22 января 1528 | 20 февраля | 21 марта  | 19 апреля | 18 мая    | 17 июня                 | 17 июля   | 15 августа | 14 сентября | 14 октября              | 12 ноября | 12 декабря | 10 января 1529 |
| 2-й год Кёроку (Земляной Бык)         | 1-я луна*      | 2-я луна   | 3-я луна* | 4-я луна* | 5-я луна  | 6-я луна*               | 7-я луна  | 8-я луна   | 9-я луна*   | 10-я луна               | 11-я луна | 12-я луна* |                |
| Юлианский календарь                   | 9 февраля 1529 | 10 марта   | 9 апреля  | 8 мая     | 6 июня    | 6 июля                  | 4 августа | 3 сентября | 3 октября   | 1 ноября                | 1 декабря | 31 декабря |                |
| 3-й год Кёроку (Металлический Тигр)   | 1-я луна       | 2-я луна*  | 3-я луна  | 4-я луна* | 5-я луна* | 6-я луна                | 7-я луна* | 8-я луна   | 9-я луна*   | 10-я луна               | 11-я луна | 12-я луна  |                |
| Юлианский календарь                   | 29 января 1530 | 28 февраля | 29 марта  | 28 апреля | 27 мая    | 25 июня                 | 25 июля   | 23 августа | 22 сентября | 21 октября              | 20 ноября | 20 декабря |                |
| 4-й год Кёроку (Металлический Кролик) | 1-я луна*      | 2-я луна   | 3-я луна* | 4-я луна  | 5-я луна* | 5-я луна (високосная) * | 6-я луна  | 7-я луна*  | 8-я луна    | 9-я луна*               | 10-я луна | 11-я луна  | 12-я луна*     |
| Юлианский календарь                   | 19 января 1531 | 17 февраля | 19 марта  | 17 апреля | 17 мая    | 15 июня                 | 14 июля   | 13 августа | 11 сентября | 11 октября              | 9 ноября  | 9 декабря  | 8 января 1532  |
| 5-й год Кёроку (Водяной Дракон)       | 1-я луна       | 2-я луна   | 3-я луна* | 4-я луна  | 5-я луна* | 6-я луна*               | 7-я луна  | 8-я луна*  | 9-я луна*   | 10-я луна               | 11-я луна | 12-я луна* |                |
| Юлианский календарь                   | 6 февраля 1532 | 7 марта    | 6 апреля  | 5 мая     | 4 июня    | 3 июля                  | 1 августа | 31 августа | 29 сентября | 28 октября              | 27 ноября | 27 декабря |                |

* звёздочкой отмечены короткие месяцы (луны) продолжительностью 29 дней. Остальные месяцы длятся 30 дней.